# Humanitarna pomoč
Humanitarna pomoč je materialna in logistična pomoč pomoči potrebnim ljudem. Običajno gre za kratkotrajno pomoč, dokler je ne nadomesti dolgoročna pomoč države in drugih institucij. Med ljudmi v stiski so brezdomci, begunci ter žrtve naravnih nesreč, vojn in lakote. Prizadevanja za humanitarno pomoč so zagotovljena v humanitarne namene in vključujejo pomoč med naravnimi in antropogenimi nesrečami. Glavni cilj humanitarne pomoči je reševanje življenj, lajšanje trpljenja in ohranjanje človeškega dostojanstva. Tako jo je mogoče razlikovati od razvojne pomoči, katere namen je obravnavati temeljne socialno-ekonomske dejavnike, ki so lahko privedli do krize ali izrednih razmer. O povezovanju humanitarne pomoči in razvojnih prizadevanj, ki jo je okrepil Svetovni humanitarni vrh leta 2016, še potekajo razprave. Praktiki na zlivanje humanitarnih akcij gledajo kritično.
Humanitarna pomoč velja za "temeljni izraz univerzalne vrednote solidarnosti med ljudmi in moralnega imperativa". Humanitarna pomoč lahko prihaja iz lokalnih ali mednarodnih skupnosti. Za usklajevanje mednarodnih humanitarnih akcij je zadolžen Urad za usklajevanje humanitarnih zadev (OCHA) Združenih narodov (ZN). Nanaša se na različne člane Medagencijskega stalnega odbora, katerega člani so odgovorni za zagotavljanje nujne pomoči. Štirje subjekti ZN, ki imajo primarno vlogo pri zagotavljanju humanitarne pomoči so Razvojni program Združenih narodov (UNDP), Visoki komisariat Združenih narodov za begunce (UNHCR), Sklad Združenih narodov za otroke (UNICEF) in Svetovni program za hrano (WFP).
Mednarodni odbor Rdečega križa razume humanitarno pomoč kot normo v mednarodnih in notranjih oboroženih spopadih, države ali v vojno vpletene strani, ki preprečujejo humanitarno pomoč, pa so na splošno deležne številnih kritik. Po podatkih The Overseas Development Institute, raziskovalne ustanove s sedežem v Londonu, katere ugotovitve so bile objavljene aprila 2009 v dokumentu Zagotavljanje pomoči v negotovih okoljih: posodobitev za leto 2009, je bilo leto 2008 najbolj smrtonosno leto za ponudnike humanitarne pomoči v zgodovini humanitarizma, v katerem je bilo umorjenih 122 humanitarnih delavcev in 260 napadenih. Najmanj varni državi sta bili Somalija in Afganistan. Leta 2014 je Humanitarian Outcomes poročal, da so bile države z največjim številom incidentov Afganistan, Demokratična republika Kongo, Srednjeafriška republika, Južni Sudan, Sudan, Sirija, Pakistan, Somalija, Jemen in Kenija.
Po podatkih Globalnega humanitarnega pregleda OCHA leta 2021 humanitarno pomoč in zaščito potrebuje 235 milijonov ljudi po vsemu svetu ali 1 izmed 33 ljudi.